# تیتوس لیویوس
تیتوس لیویوس (به لاتین: Titus Livius) (زاده ۵۹ ق.م. در پادووا؛ متوفی ۱۷ م. در پادووا) مشهور به لیوی از تاریخ‌نگاران سرشناس امپراتوری روم بود. دانشنامه بریتانیکا او را در کنار تاکیتوس و سالوست «سه تاریخ‌نگار بزرگ روم» نامیده است که کتاب‌هایش، از پیدایش روم، تا سدهٔ هجدهم میلادی تأثیری عمیق بر سبک و فلسفهٔ تاریخ‌نگاری نهاد.

## زندگی
او در شهر زادگاهش، پادووا، آموزش دید؛ نخست نزد یک لغت‌دان که توانست از او نوشتن به لاتین کلاسیک را بیاموزد و یونانی را هم فراگرفت و سپس شاگرد یک سخنور شد که به او کمک کرد با شیوایی و بلاغت بنویسد. یکی از مهم‌ترین حوادث زندگی‌اش مهاجرت به رُم برای تکمیل تحصیلاتش بود: در اینجا بود که وارد رابطه‌ای صمیمی با آگوستوس شد، و با آنکه ــ به گفتهٔ تاکیتوس ــ آگوستوس او را دوستدار جمهوری (نه امپراتوری) می‌دانست، روابط خوبی با او داشت و او را احترام می‌کرد و به توصیهٔ لیویوس بود که کلاودیوس، نوهٔ آگوستوس و امپراتور بعدی، به نوشتن کتابی تاریخی روی آورد. با این‌حال، او منصب دولتی نداشت، بلکه چهل سال از عمر خویش را وقف تدوین ۱۴۲ جلد کتاب موسوم به از پیدایش روم کرد و خود را چونان یکی از بزرگ‌ترین مؤرخان زمانه نمایاند (از این مجموعهٔ بزرگ فقط ۳۵ جلد به جا مانده‌است). او همچنین مؤلف نوشته‌هایی فلسفی و بلاغی است که ناپدید شده‌اند. او یک پسر و یک دختر داشت؛ پسر را به خواندن آثار دموستنس و سیسرون تشویق کرد که مؤلف یک اثر جغرافیایی هم شد.

## از پیدایش روم
در نگارش کتاب از پیدایش روم، لیویوس به فرمان آگوستوس دنبالهٔ کار ویرژیل را گرفت و درست از همان‌جائی که ویرژیل دست از ادامه کار کشید شروع کرد و سخت مورد احترام امپراتور قرار گرفت. لیویوس با اینکه سخت دلباخته سخنرانی و بازگویی بود، به‌واسطه جلوگیری حکومت از سخنرانی و آزادی بیان ناچار تن به تاریخ‌نویسی داد. آغاز نگارش کتابش بین سال‌های ۲۷ تا ۲۵ ق.م. بوده‌است و از حوادث قبل از تأسیس روم به‌دست رومولوس در ۷۵۳ ق.م. (خصوصاً پیاده شدن آینیاس در ایتالیا) شروع می‌شود و با مرگ دروسوس ــ فرزندخواندهٔ آگوستوس ــ پایان می‌یابد.

### ارزش کتاب
در عهد رنسانس، در تمامی ایتالیا (مهد رنسانس) شوری غریب برای پیدا کردن نسخ خطی نامعلوم نویسندگان کهن یونانی و رومی چون او و سیسرون پیدا شد. این کتاب در دوران رنسانس و پس از آن یکی از منابع آموزش زبان لاتین به دانش‌آموزان ــ در کنار آثار ویرژیل و سیسرون و اووید و ژولیوس سزار ــ بود. نیکولو ماکیاولی، فیلسوف سیاسی ایتالیایی رنسانس، نیز کتابی با نام گفتارهایی در باب ده کتاب نخست تیتوس لیویوس نگاشته بود که در کنار شهریار مهم‌ترین اثرش به‌شمار می‌رود. در این کتاب، ماکیاولی در آغاز هرفصلْ یکی از وقایع تاریخ روم را از ده جلدِ نخستِ کتاب‌های از پیدایش روم روایت می‌کند و آنگاه نظریات سیاسی خود را همچون ملاحظاتی بر آن واقعه بازمی‌کند. اهمیت کتاب‌های از پیدایش روم نزد ماکیاولی چنان است که نه‌تنها نام «تیتوس لیویوس» را روی عنوان کتابش گذاشته، بلکه کتابش را به ۱۴۲ فصل تقسیم کرده بود، یعنی به تعداد جلدهای کتاب از پیدایش روم.

### خصوصیات
لیویوس تصریح می‌کند که نبود داده‌ها و منابع مشخص برای حوادثِ پیش از غارت رُم از سوی گُل‌ها (فرانسویان کنونی) در ۳۹۰ ق.م. کار او را بسیار دشوار کرده و این واقعیت که او ـ به‌عنوان شهروند عادی ـ نمی‌توانسته به آرشیوها دسترسی داشته باشد و ناچار بوده به منابع دست دوم (اسناد و مواد برجای مانده از تاریخ‌نگاران دیگر) بسنده کند، کارش را بازهم سخت‌تر کرده. همین‌طور، بسیاری از تاریخ‌نگاران معاصر برآنند که به‌علت نبود منابع دقیق، لیویوس در روایت حوادث کتابش هم از شیوهٔ روایتِ اساطیری بهره گرفته و هم از شیوهٔ تاریخی؛ بی‌آنکه هیچ‌یک از دو شیوه را بر دیگری برتری دهد، بلکه قضاوت در مورد هر روایت را برعهده خواننده‌اش می‌گذارد. تا آنجا که او در مقدمه‌اش می‌نویسد: «روایات و حوادثِ پیش از تأسیس رُم و حوادث پیش از آنکه حتی فکر تأسیسش را بکنند، بیشتر خوراک داستان‌سرایی‌های شاعرانه است تا منابع موثق تاریخی؛ و من هیچ قصد تأیید یا ردّ کردنشان را ندارم.» یکی از مثال‌های چنین رویکردی سرنوشت رومولوس (بانی شهر رُم) است: روایت اساطیری می‌گوید که صاعقه‌ای رومولوس را با خود به آسمان برد، و روایت تاریخی می‌گوید که او بردست سناتورها کشته شد؛ لیویوس هر دوی این روایت‌ها (اساطیری و تاریخی) را در کتابش آورده و قضاوت را برعهدهٔ خواننده گذاشته‌است. لیویوس بخش اعظم کتابش را در دوران امپراتوری آگوستوس (۲۷ ق.م. تا ۱۴ م) نگاشته‌است؛ با این‌حال، غالباً کتابش را جانبدارِ سنن و ارزش‌های جمهوری و خواستارِ احیای آن به‌جای امپراتوری می‌دانند. هرچه باشد، در باب عقاید سیاسی لیویوس اطمینان نیست، چراکه کتاب‌هایی که حوادث پایان عصر جمهوری روم (۵۰۹ ق.م. تا ۲۷ ق. م) و تشکیل امپراتوری روم به‌دست آگوستوس را روایت می‌کنند، از بین رفته‌اند. مطمئناً، لیویوس منتقد برخی ارزش‌ها و سنت‌هایی بوده که رژیم جدید ایجاد کرده‌است. به‌هرحال، امپراتور آگوستوس از نوشته‌های لیویوس چندان هم منزجر نبود و حتی او را به تربیت و آموزش نوه‌اش کلاودیوس (چهارمین امپراتور روم) گماشت.
لیویوس با شدت به کردارهای غیراخلاقی و تجمل پرستی در مقدمهٔ کتاب تاریخی خود حمله و شروع مطلب می‌کند و می‌گوید برای اینکه فساد زمان خود را فراموش کند خود را در زندگی گذشتگان و تاریخ روم سرگرم کرد. می‌خواست از راه تاریخ‌نگاری صفات خوب اخلاقی، استحکام زندگی خانوادگی، احترام کودکان نسبت به پدران و مادران، و رابطهٔ خوب مردم با خدایان را تشویق کند و یک نوع زندگی معصومانه برای رومیان زمان خویش نوید دهد.
با روی کار آمدن آگوستوس و تأسیس نظام امپراتوری به‌جای جمهوری، آزادی‌بیان و سخنوری محدود شد. در نتیجه، لیویوس، که به سخنوری عشق می‌ورزید، به نویسندگی پناه برد تا استعداد سخنوری خود را در آن‌جا نشان دهد. برای همین، در کتاب‌های از پیدایش روم گاه خطابه‌های آتشین اما ساختگی به‌چشم می‌خورد که بعدها سرمشقی برای شاگردان مدارس شد. لطف کلام لیویوس در صحیح بودن مطالب تاریخی آن نبود بلکه عطوفت و روانی نثر و شیوائی گفتار او بود که حتی مغلوبان را نیز به خواندن کتاب‌هایش می‌کشانید. وی را باید داستان‌سرائی تاریخ‌نویس و قصه‌گو دانست تا تاریخ‌نگاری بی‌نظر و بی‌طرف یا آزاد.
حکومت روم شاعران و نویسندگانی بزرگ چون ویرژیل، هوراس، و لیویوس را جزو کارگزاران تبلیغاتی خویش ساخته و فرمانروای مستبد روم، آگوستوس، هر نوع جنبش فکری و آزادی‌خواهی را سرکوب و محکوم کرده بود و شاعر و نویسنده‌ای نبود که بتواند اثری بزرگ خلق کند مگر اینکه او را به خدمت حکومت در نیاورده باشند.

## تصویرسازی مدرن
دنیس کری، بازیگر، نقش تیتوس لیویوس را در مینی سریال «من، کلودیوس» بازی کرد.